# Ole Kühl
Ole Kühl (født 30. januar 1950 i København). Jazzmusiker, Ph.D. Omtalt i Morgenavisen Jyllands-Posten som en velfunderet og ekspressiv saxofonist.

## Eksterne links
- http://www.hum.au.dk/semiotics/docs2/faculty/private_kuehl.html
- http://www.audiatur.no/bokhandel/bok/6192 Arkiveret 19. oktober 2014 hos  Wayback Machine